# Evotella
Evotella – rodzaj roślin z rodziny storczykowatych (Orchidaceae). Obejmuje 2 endemiczne gatunki występujące w RPA w Afryce.

## Systematyka
Rodzaj sklasyfikowany do podplemienia Coryciinae w plemieniu Diseae, podrodzina storczykowe (Orchidoideae), rodzina storczykowate (Orchidaceae), rząd szparagowce (Asparagales) w obrębie roślin jednoliściennych.
Wykaz gatunków
- Evotella carnosa (Lindl.) J.C.Manning & Goldblatt
- Evotella rubiginosa (Sond. ex Bolus) Kurzweil & H.P.Linder